# Панко (страва)

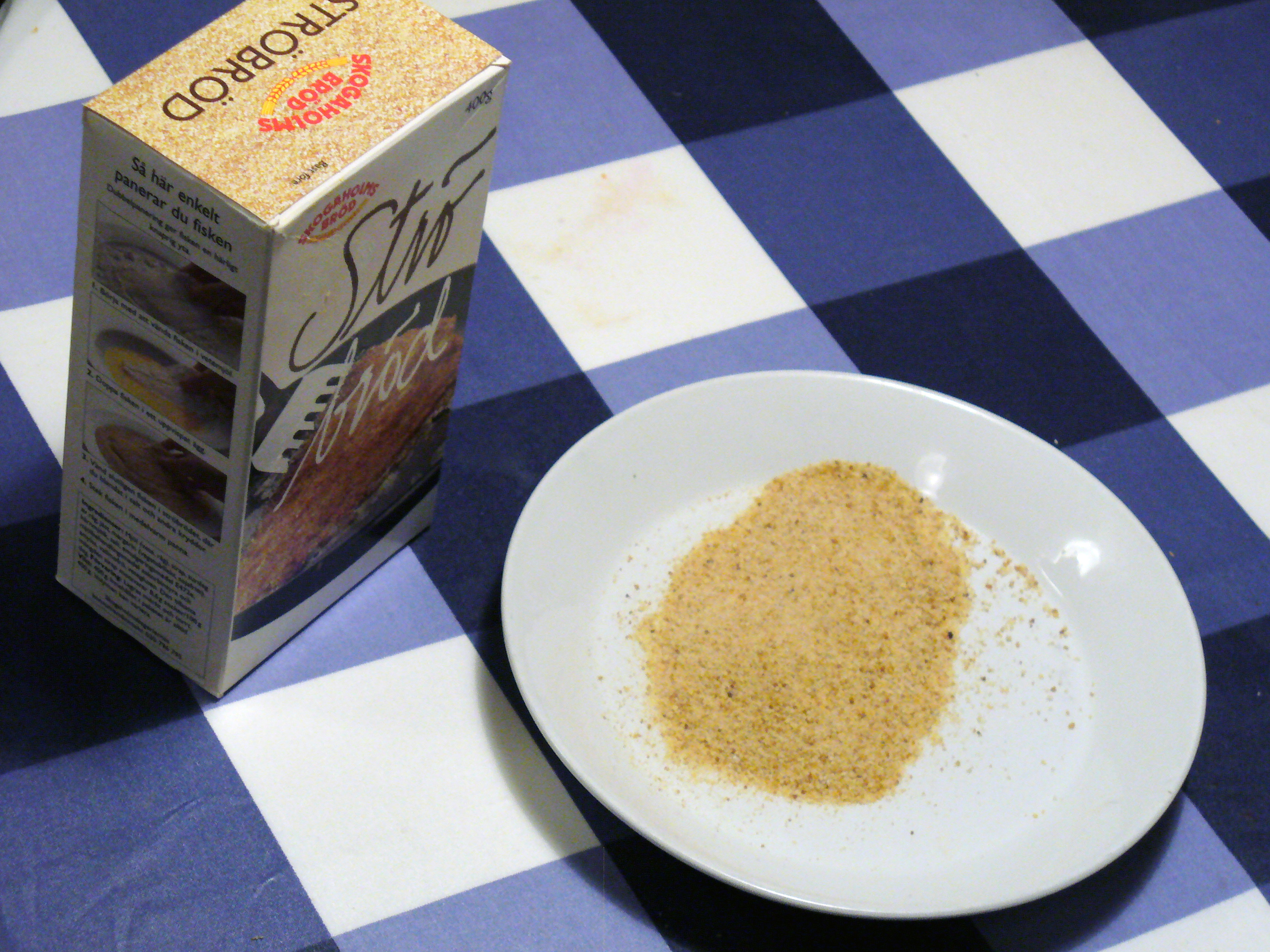
Крихітки панко більші і повітряніші за звичайні панірувальні сухарі

Панко — традиційна японська панірувальна суміш для смаження у фритюрі, що складається з великої і повітряної сухарної крихти і, залежно від виробника, приправ і прянощів.
Назва походить від порт. pão (пан) — "хліб", запозиченого японською мовою безпосередньо, і японського "ко" — "порошок", "борошно".
Традиційно панко виробляється з хліба, позбавленого скорин і випікається шляхом пропускання через дерев'яні або пластикові форми з тістом електричного струму. Буханці, що виходять при цьому, позбавлені щільних кірок і швидко черствіють, після чого розмелюються на особливих, менш травмуючих м'якуш млинах. За рахунок цього сама крихта виявляється більшою, а її структура більш насичена повітряними бульбашками в порівнянні з щільною крихтою європейського хліба.
Приправа використовується для смаження у фритюрі ролів, Овочів, м'яса (наприклад, корокке або тонкацу) та морепродуктів. Панірувальна суміш зазвичай буває двох кольорів: яскраво-жовтого (з додаванням прянощів, у тому числі куркуми) та білого. Панко надає пишності продуктам і красивішому вигляду страв. Крім того, легка та повітряна текстура панування дозволяє легко стікати зайвому маслу, роблячи страви менш жирними.
До складу входять такі інгредієнти: пшеничне борошно, дріжджі, цукор, сіль, соєве борошно.